# La Gondoliera
 (février 2024).
Si vous disposez d'ouvrages ou d'articles de référence ou si vous connaissez des sites web de qualité traitant du thème abordé ici, merci de compléter l'article en donnant les références utiles à sa vérifiabilité et en les liant à la section « Notes et références ».
La Gondoliera est une pièce pour piano de Franz Liszt.

## Fiche Descriptive
- Durée : environ six minutes
- Composition : 1840 (1re version) et 1860 (2e version)
- Difficulté : les arpèges et trilles du milieu requièrent une bonne technique, mais le début et la fin sont d'un abord plus aisé.

## Description de l'œuvre
La Gondoliera rappelle la Berceuse en ré bémol majeur op. 57 de Chopin comme l'a noté Guy Sacre.
L'introduction de la Gondoliera se caractérise par l'association d'un enchaînement doucereux d'arpège en la bémol majeur à droite, sur une gauche dissonante, proche de la seconde Ballade ou de la Gondoliera lugubre du même auteur. Suit le thème fondamental de l'œuvre tiré d'un arrangement de La biondina in gondolia, canzone de Cavaliere Peruchini (thème C pour Canzone) traité avec une grande simplicité. Lui répond après une quinzaine de mesures le thème R (pour Réponse) qui constitue son pendant harmonique. Le thème R va occuper les deux pages suivantes tout en laissant de temps à autre percer à deux reprises ces déluges d'arpèges (soit dans le jargon pianistique des « petites notes ») que Liszt affectionne particulièrement à en juger par la fréquence de ceux-ci dans ses œuvres. Le thème C revient dans un système développé à trois voix (thème et trémolo à droite, arpège à gauche). Puis vient une volée d'arpèges et de trilles à droite, tandis que le thème passe à gauche. Le thème s'éteignant lentement dans le lointain, comme dans la Sonate en si sur fond d'accords séraphiques.